# Siemens-Zeigertelegraf

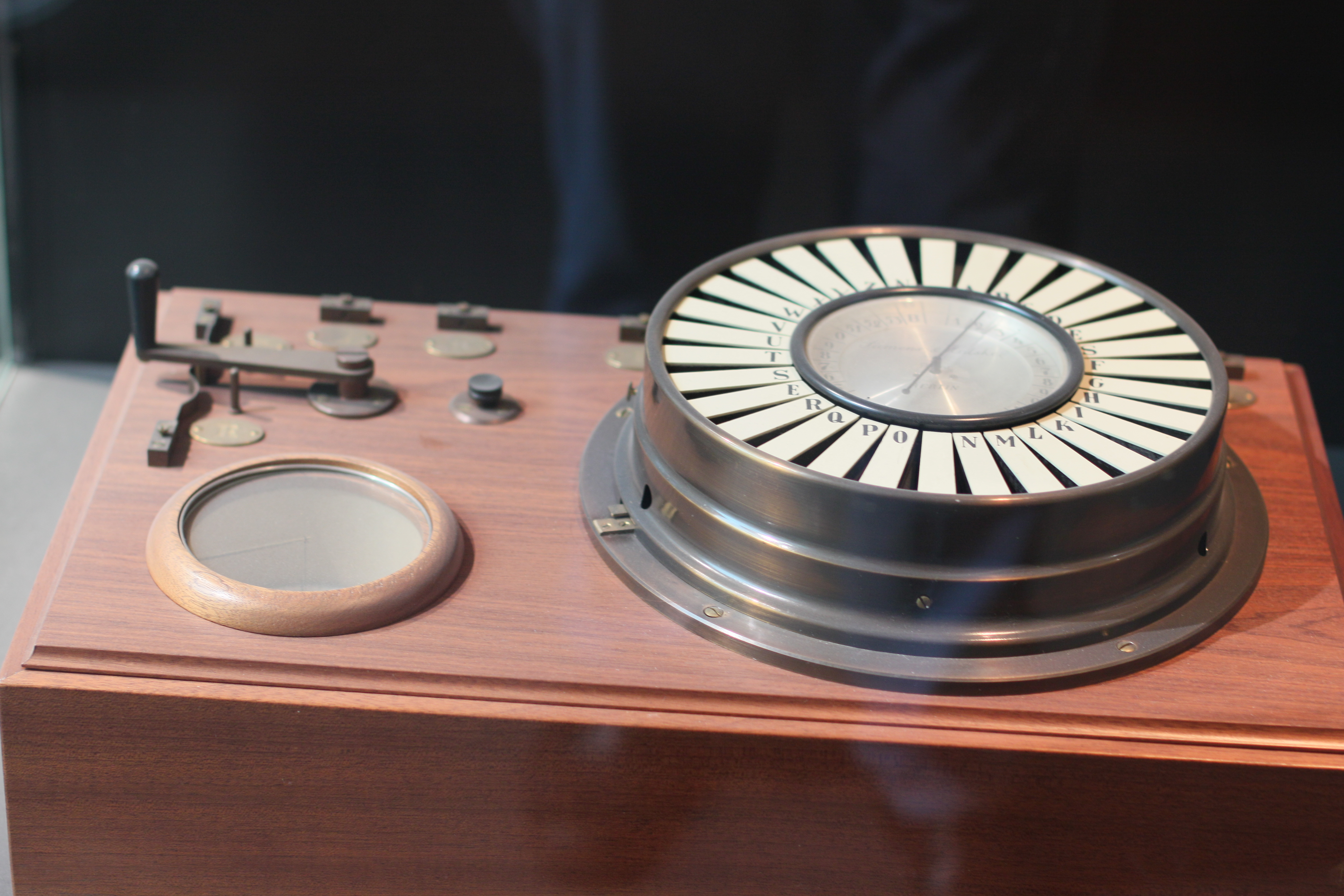
Siemens-Zeigertelegraf (Nachbau)

Der Siemens-Zeigertelegraf war ein im Jahr 1846 von Werner Siemens (1816–1892) erfundener elektrischer Telegraf.
Im Gegensatz zu den meisten anderen frühen Telegrafen zeichnete sich dieser dadurch aus, dass kein spezieller Telegrafencode zur Übertragung verwendet wurde, sondern jeder einzelne Buchstabe oder auch andere Zeichen durch eine automatisch erzeugte Impulsfolge übertragen wurde. Dadurch war das Gerät sehr leicht zu bedienen.

## Geschichte
Im Jahr 1833 hatten Carl Friedrich Gauß (1777–1855) und Wilhelm Weber (1804–1891) Pionierarbeit in Göttingen geleistet, indem sie dort den Gauß-Weber-Telegrafen errichteten und betrieben. Im Jahr 1837 folgte der erste Zeigertelegraf durch Charles Wheatstone (1802–1875), dessen Einsatz 1838 zwischen dem Londoner Bahnhof Paddington und dem 20 km entfernten von West Drayton erfolgte. Ein Jahr später sorgte William Fardely (1810–1869) auch in Deutschland für die Benutzung dieses Systems.

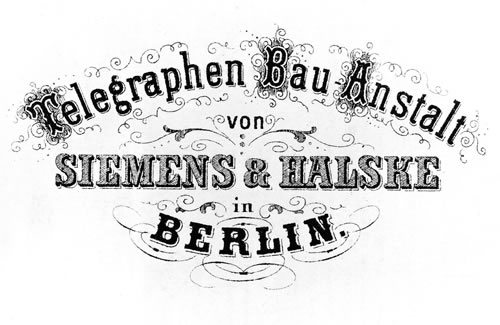
Firmenzeichen (1856)

Siemens, der die innovative Entwicklung aufmerksam verfolgt hatte, setze sich das Ziel, dies zu verbessern. Insbesondere wollte er die bisher getrennten und unterschiedlichen Vorrichtungen zum Senden und Empfangen in einem universellen Gerät vereinigen. Darüber hinaus strebte er eine auch für Laien schnell zu erlernende möglichst einfache Bedienung an sowie einen robusten und zuverlässigen Betrieb. Die Ideen zu seinem Zeigertelegrafen meldete er 1847 zum Patent an.
Die Konstruktion des neuen Apparates sowie seine Herstellung und Vermarktung wurde zusammen mit seinem Geschäftspartner Johann Halske (1814–1890) durchgeführt. Beide gründeten zu diesem Zweck die Telegraphen Bau-Anstalt von Siemens & Halske in Berlin und legten damit den Grundstein für eine spätere Weltfirma, die Siemens AG.

## Aufbau

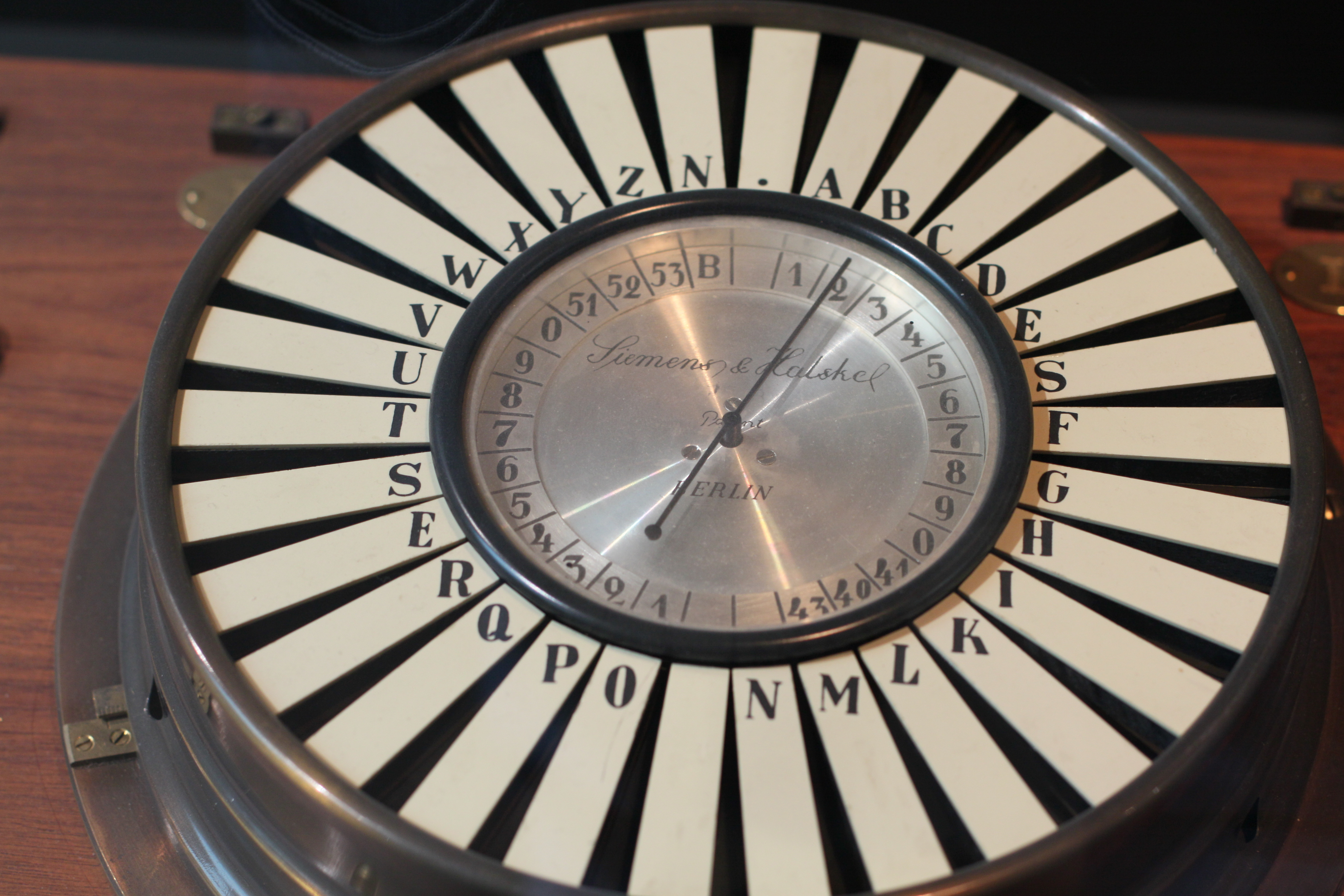
Anzeige und Bedienteil des Siemens-Zeigertelegrafen (Nachbau)

Der Siemens-Zeigertelegraf besteht im Wesentlichen aus einem kreisrunden Anzeige- und Bedienteil (Bild). Dabei sind um den inneren Teil, der einer Uhr ähnelt mit dem namensgebenden Zeiger, außen 30 Tasten, ähnlich wie bei einer Klaviatur, jedoch radial angeordnet. Diese dienen zur Zeicheneingabe. Entsprechend der Buchstabenhäufigkeit gibt es die Tasten für E, N und S jeweils doppelt. Der seltene Buchstabe J fehlt und kann im Bedarfsfall durch I ersetzt werden. Außerdem gibt es den Punkt als Satzzeichen sowie das Leerzeichen. Mithilfe einer Doppelbelegung können auch Ziffern dargestellt werden. Die Zahlen 41, 42, 43 und 51, 52, 53 dienen der Chiffrierung mittels eines Codebuchs (Chiffrier-Lexikons).
```
. A B C D E S F G H I K L M N _ O P Q R E S T U V W X Y Z N
_ 1 2 3 4 5 6 7 8 9 0 4 4 4 _ _ 1 2 3 4 5 6 7 8 9 0 5 5 5 B
                      1 2 3                         1 2 3
```

## Betrieb

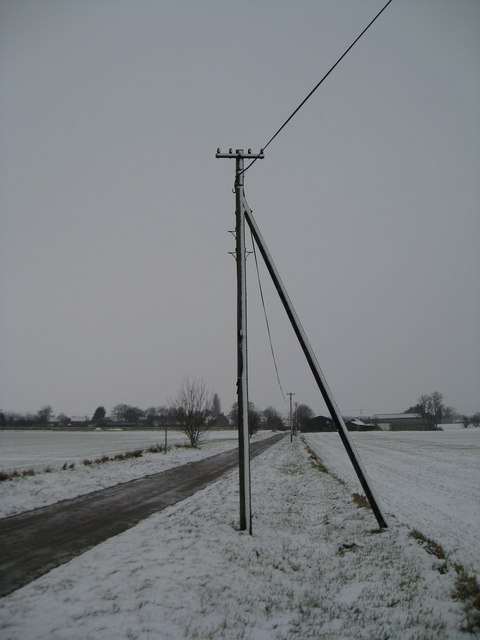
Einzelne Telegrafenleitung

An den beiden Orten, beispielsweise Bahnhöfen, die über ein einziges Telegrafenkabel von mehreren Kilometern Länge miteinander verbunden waren, befand sich jeweils ein Siemens-Zeigertelegraf. Diese wirkten zusammen als Paar. Der Stromkreis, dessen einer elektrischer Leiter der Telegrafendraht war, wurde über das Erdreich geschlossen (siehe auch: Erdrückleitungs-Telegrafie). Jeder der beiden Telegrafen konnte wahlweise abwechselnd sowohl als Sender oder als Empfänger dienen. Dazu befand sich links neben dem Anzeiger ein großer Umschalthebel mit den Stellungen T (Transmit = Senden) und R (Receive = Empfangen). Zur Funktionskontrolle gab es noch ein Strommessgerät, das den Leitungsstrom anzeigte.
Aufgrund der besonderen technischen Ausgestaltung des Gerätes (siehe auch: Video unter Weblinks) wurden die beiden Telegrafenanzeiger perfekt miteinander synchronisiert und befanden sich stets in exakt derselben Stellung. Dies hatte Siemens durch elektromagnetische Relais mit Selbstunterbrechung, ähnlich dem Prinzip des Wagnerschen Hammers, erreicht, die beide Zeiger schrittweise und synchron rotieren ließen.
Am Sendegerät drückte der Bediener eine beliebige Taste. Daraufhin setzte sich, elektromechanisch gesteuert, der Zeiger schrittweise in Bewegung und stoppte an der Stelle der gedrückten Taste. Für jeden Schritt strömte dabei ein Impuls über die Leitung, wodurch der Zeiger am Empfangsgerät die Schritte des Senders nachahmte und an derselben Position anhielt.
Mit anderen Worten, der Bediener am Empfangsgerät sah nach wenigen Augenblicken, sobald der Zeiger stoppte, auf welche Taste der Bediener am Sendegerät drückte und konnte das entsprechende Zeichen notieren. Auf diese Weise ließ sich eine Zeichenfolge, beispielsweise eine Textnachricht, übermitteln, ohne dass jemand irgendeinen speziellen Telegrafencode kennen oder benutzen musste.
Der Siemens-Zeigertelegraf erfreute sich kurz nach 1850 einer großen Beliebtheit und war ein erster großer Geschäftserfolg der jungen Firma Siemens & Halske (S&H). Als Nachteile erwiesen sich später die relativ niedrige Übertragungsgeschwindigkeit des Telegrafen von nur wenigen Buchstaben pro Minute sowie das Fehlen einer schriftlichen Ausgabe.